# Пробійнівка
Пробі́йнівка (до 1946 року — Шикмани) — село Верховинського району Івано-Франківської області. Входить до складу Білоберізької сільської громади.

## Назва
До 1946 року село називалося Шикмани. 7 червня 1946 року указом Президії Верховної Ради УРСР село Шикмани Жаб'євського району перейменовано на село Пробійнівка і Шикманську сільську раду — на Пробійнівська.

## Географія
На заході від села струмки Луковець, Михайлів та Озірни впадають у річку Пробійну.

## Історія
12 серпня 1952 року Жаб'євський райвиконком ліквідував Пробійнівську сільраду з приєднанням її до Гринявської сільради.
24 серпня 1991 року село в складі незалежної України.
2 жовтня 2015 року шляхом об'єднання Білоберізької, Устеріківської та Хороцівської сільських рад село увійшло до Білоберізької сільської громади.
12 червня 2020 року, відповідно до Розпорядження Кабінету Міністрів України  № 714-р «Про визначення адміністративних центрів та затвердження територій територіальних громад Івано-Франківської області», увійшло до складу Білоберізької сільської громади.
19 липня 2020 року, в результаті адміністративно-територіальної реформи та ліквідації Верховинського району, село увійшло до складу новоутвореного Верховинського району.

## Інфраструктура
У селі працює магазин «Крамниця Карпати», а також хостел, у якому зупиняються туристи.

## Церква
Свято-Троїцький Дуконський чоловічий монастир Московського патріархату; намісник — ієромонах Тит (Драчук). 
Свято-Дмитрієвський храм, який до того належав до Московського патріархату, 25 березня 2019 року перейшов одноголосно рішенням церковної громади до Православної Церкви України, настоятель — протоієрей Ігор Фенчук .

## Населення
Згідно з переписом УРСР 1989 року чисельність наявного населення села становила 386 осіб, з яких 184 чоловіки та 202 жінки.
За переписом населення України 2001 року в селі мешкали 373 особи. 100 % населення вказало своєю рідною мовою українську.